# Ismaël Diomandé
Ismaël Diomandé (født 28. august 1992) er en professionel fodboldspiller fra Elfenbenskysten. Han spiller som midtbanespiller for Caen i Frankrig. Han har tidligere repræsenteret Saint-Étienne.